# Antonio Solís
Antonio de Solís (Segovia, 1528-Salamanca, 1592), fue un jurista y sacerdote castellano del siglo XVI, catedrático de la Universidad de Salamanca.

## Biografía
Era hijo de los conversos Fadrique de Solís y María Coronel, siendo por lo tanto biznieto por parte materna del rabino Abraham Senior. En su ciudad natal, se formó en Gramática latina; posteriormente, estudiaría Derecho Civil y Canónico en Salamanca, donde tuvo como maestro a Pedro de Peralta. 
Se ordenó como sacerdote católico en 1550. En 1558 logró una cátedra de Vísperas, doctorándose en Derecho en 1559. Algunos años más tarde, fue nombrado catedrático de Prima, y fue juez de la Universidad de Salamanca, que tenía un fuero especial. Fue autor de diversos tratados. En 1574 pronunció y dedicó una oración al hijo de los condes de Tendilla, en su colación, al recibir la titulación de licenciado. Fue conocido por su elocuencia, sindéresis y buenas maneras. Fue enterrado en el Monasterio de El Parral, donde dejó fundada una capellanía.